# Momir Kecman
Momir Kecman (srbsky Момир Кецман * 10. prosince 1940) je bývalý jugoslávský zápasník, reprezentant v zápase řecko-římském. V roce 1972 vybojoval na olympijských hrách v Mnichově páté místo v kategorii do 74 kg. Je držitelem stříbrné medaile z mistrovství světa a mistrovství Evropy.